# Fischer-Z
Fischer-Z ist eine britische Rockgruppe um den Sänger, Gitarristen und Dichter John Watts. Sie gilt als eine der populärsten Bands des New Wave Ende der 1970er und in den beginnenden 1980er Jahren. 
Fischer-Z war erfolgreich in ganz Europa und verkaufte mehr als zwei Millionen Alben. Es gab gemeinsame Aufnahmen mit Peter Gabriel, Steve Cropper und Dexys Midnight Runners. Sie traten an der Seite von James Brown in Ost-Berlin auf und waren mit The Police und Dire Straits auf Tour. Auch begleiteten sie Bob Marley auf seiner letzten Festival-Tour durch Europa und waren in den USA und Kanada auf Tour. 
1982 löste Watts Fischer-Z auf und verfolgte eine Solokarriere. Er reaktivierte 1987 den Namen Fischer-Z; außer Watts war kein weiteres Gründungsmitglied mehr dabei.
John Watts hat 26 Alben herausgebracht und rund 4000 Konzerte gespielt. Bis heute erscheint regelmäßig neues Material der Band.

## Bandgeschichte
Fischer-Z wurde 1977 von John Watts gegründet, als er noch klinische Psychologie studierte und in psychiatrischen Kliniken arbeitete. Der Bandname wird /fɪʃə ˈzɛd/ („fisher zed“) ausgesprochen, ein Wortspiel mit „fish's head“ (Fischkopf), das darauf beruht, dass das „r“ nicht ausgesprochen wird, wie es in vielen britischen Akzenten üblich ist.
Die ersten Auftritte fanden in Clubs statt. Das erste Fischer-Z-Album, Word Salad, wurde 1979 bei United Artist Records veröffentlicht, parallel zu The Buzzcocks und The Stranglers. Die Band trat mehrmals bei The Old Grey Whistle Test auf und es folgte ein erster Auftritt bei Top of the Pops mit der in Europa erfolgreichen Single The Worker. Mit dem zweiten Album Going Deaf For a Living festigte Watts die Fähigkeit von Fischer-Z, globale politische Themen in erzählenden Songs vor dem Hintergrund „schrulliger“ Popmusik zu vermitteln. Die Single So Long wurde 1980 auf dem neu gegründeten TV-Sender MTV herausgebracht. 1981 erschien das Album Red Skies over Paradise, auf dem sich neben der Hitsingle Marliese und dem Titel Berlin auch der Protestsong Cruise Missiles gegen das atomare Aufrüsten befindet.
Watts löste im Sommer desselben Jahrs die ursprüngliche Fischer-Z-Besetzung auf, da er meinte, die Band habe sich zu stark von ihren ursprünglichen Punk-Idealen entfernt.
Er startete dann eine Solo-Karriere und veröffentlichte seine ersten beiden Soloalben, One More Twist (1982) und The Iceberg Model (1983). Aus diesen Alben gingen die Single One Voice und der Song The Iceberg Model hervor. Kurzzeitig gründete er eine Band namens The Cry und veröffentlichte 1984 das Pop/Dance-Album Quick Quick Slow, das von Jimmy Douglass produziert wurde. Stark beeinflusst von den politischen Ereignissen der 1980er Jahre, besonders vom Umgang Margaret Thatchers mit den Gewerkschaften in Großbritannien, brachte Watts 1985 den Song Dark Crowds of Englishmen heraus, der vom Bergarbeiterstreik 1984/1985 und dem Verschwinden des Proletariats in Großbritannien handelt.
Im Jahr 1987 entschloss sich John Watts, Fischer-Z in einer anderen Besetzung neuzugründen. In dieser Besetzung feierte die Band Erfolge, unter anderem mit den Singles The Perfect Day (1988) und Say No (1989) aus den Alben Reveal (1988) und Fish’s Head (1989). Das 1991 erschienene Album Destination Paradise wurde in Peter Gabriels Real World Studios aufgenommen. Der Song Further from Love und der Titelsong stellen die Leiden der Zivilbevölkerung zu Kriegszeiten in den Vordergrund. Die nächsten beiden Fischer-Z-Alben, Kamikaze Shirt (1993) und Stream (1995), kombinierten weiterhin eine politische Sichtweise mit Songs, die auf Watts’ Beobachtungen und Erfahrungen im echten Leben basierten.
1997 folgte das Album Thirteen Stories High, welches Watts genauso wie Bigbeatpoetry (1999), allerdings unter eigenem Namen als Soloprojekt veröffentlichte.
Eine Ära der Multimedia-Projekte begann mit „Ether Music & Film“ (2002), einem internationalen Projekt, welches wieder unter dem Namen Fischer-Z gestartet wurde. Dafür reiste Watts durch ganz Europa und in das von den Ereignissen des 11. September 2001 geprägte New York. Die Songs entstanden zum Teil spontan mit Straßenmusikern oder in kurzfristig angesetzten Sessions. Eingesetzt wurde minimales Equipment: ein qualitativ hochwertiges Mikrofon und ein Laptop. Das gesamte Projekt wurde gefilmt und als Album sowie als DVD veröffentlicht.
Es folgten weitere Solo-Projekte Watts, u. a. Real Life Is Good Enough (2005), ein Gitarren- und Drums-Album, das mit Sam Walker aufgenommen wurde. Ebenso wie das nachfolgende und im Kontext stehende Album It Has To Be (2006), bestand es aus Melodien, die von Watts Kontakt mit Fremden in zehn verschiedenen Ländern Europas inspiriert sind. Er schrieb für jeden von ihnen einen Song. Das Album enthielt Gedichte und Kurzgeschichten von Watts. Das Album Morethanmusic (2010) enthielt die Single Head On, die von Watts’ Erfahrung inspiriert war, ein siebenjähriges Kind zu beobachten, wie es die Live-Hinrichtung von Saddam Hussein auf dem Handy ansah. Watts drehte einen Film für jeden Titel auf Morethanmusic.
2015 entschloss sich John Watts wieder unter dem Namen Fischer-Z zu veröffentlichen und auch aufzutreten. Das in diesem Jahr erschienene Album This Is My Universe enthält den Titel Martha Thargill, in dem Watts den Bergarbeiterstreik nach 30 Jahren noch einmal neu überdenkt.
Das Jahr 2017 bezeichnet John Watts als einen Meilenstein in der Fischer-Z-Reise. So fand das 40. Jubiläum der ersten Show statt und die Band veröffentlichte mit Building Bridges ihr 19. Studioalbum. Swimming in Thunderstorms erschien am 13. September 2019, vorab veröffentlicht wurde die Single „Big Wide World“.
Am 3. April 2020 kündigte Watts die Veröffentlichung der neuen EP Choose an. Til The Oceans Overflow wurde dann am 8. Oktober 2021 veröffentlicht. Daran anschließend brachten Fischer-Z das Bandalbum Triptych heraus. 2025 steht im Zeichen von Johns Musik- und Kunstprojekt PUNKT!, dessen erste Single „When Love Goes Wrong“ am 14. März veröffentlicht wurde. Das Album erscheint am 14. September, und John Watts wird auf einer Galerie-Tour durch Deutschland seine neuen Kunstwerke und seine Musik vorstellen. 2026 markiert das 50-jährige Jubiläum der Bandgründung 1976 sowie die erste Fischer-Z-Tour im Herbst desselben Jahres.

## Diskografie

### Studioalben
| Jahr | Titel                   | Höchstplatzierung, Gesamtwochen, AuszeichnungChartplatzierungen (Jahr, Titel, Platzierungen, Wochen, Auszeichnungen, Anmerkungen) | Höchstplatzierung, Gesamtwochen, AuszeichnungChartplatzierungen (Jahr, Titel, Platzierungen, Wochen, Auszeichnungen, Anmerkungen) | Höchstplatzierung, Gesamtwochen, AuszeichnungChartplatzierungen (Jahr, Titel, Platzierungen, Wochen, Auszeichnungen, Anmerkungen) | Höchstplatzierung, Gesamtwochen, AuszeichnungChartplatzierungen (Jahr, Titel, Platzierungen, Wochen, Auszeichnungen, Anmerkungen) | Anmerkungen                           |
| Jahr | Titel                   | DE | AT | UK | NL | Anmerkungen                           |
| ---- | ----------------------- | --- | --- | --- | --- | ------------------------------------- |
| 1979 | Word Salad              | — | — | UK66 (1 Wo.)UK | NL21 (7 Wo.)NL | Erstveröffentlichung: Mai 1979        |
| 1980 | Going Deaf for a Living | — | — | — | NL6 (18 Wo.)NL | Erstveröffentlichung: Mai 1980        |
| 1981 | Red Skies over Paradise | DE6 Gold · (39 Wo.)DE | — | — | NL2 Gold · (17 Wo.)NL | Erstveröffentlichung: März 1981       |
| 1987 | Reveal                  | DE49 (4 Wo.)DE | — | — | — | Erstveröffentlichung: Oktober 1987    |
| 1989 | Fish’s Head             | DE56 (7 Wo.)DE | — | — | — | Erstveröffentlichung: Mai 1989        |
| 1992 | Destination Paradise    | DE93 (4 Wo.)DE | — | — | — | Erstveröffentlichung: Oktober 1992    |
| 1995 | Stream                  | DE80 (4 Wo.)DE | — | — | — | Erstveröffentlichung: Januar 1995     |
| 2021 | Til the Oceans Overflow | DE81 (1 Wo.)DE | — | — | — | Erstveröffentlichung: 8. Oktober 2021 |
| 2024 | Triptych                | DE—DE | — | — | — | Erstveröffentlichung: 26. April 2024  |

Weitere Alben
| - 1984: Quick Quick Slow - 1990: Going Red for a Salad (The UA Years 1979–1982) - 1993: Kamikaze Shirt - 1995: The Best Of - 1997: The Worker - 1997: Thirteen Stories High - 1998: The Perfect Album - 1999: Bigbeatpoetry - 2000: Spiritual Headcase - 2002: Ether | - 2004: Highlights 1979 to 2004 - 2005: Real Life Is Good Enough - 2006: It Has To Be - 2010: More than Music - 2011: Fischer-Z - 2014: Live at Rockpalast 1982 - 2016: This Is My Universe - 2017: Building Bridges - 2019: Swimming in Thunderstorms - 2022: Red Skies Over Paradise - The Berlin Sessions |

### Singles
| Jahr | Titel Album                             | Höchstplatzierung, Gesamtwochen, AuszeichnungChartplatzierungen (Jahr, Titel, Album, Platzierungen, Wochen, Auszeichnungen, Anmerkungen) | Höchstplatzierung, Gesamtwochen, AuszeichnungChartplatzierungen (Jahr, Titel, Album, Platzierungen, Wochen, Auszeichnungen, Anmerkungen) | Höchstplatzierung, Gesamtwochen, AuszeichnungChartplatzierungen (Jahr, Titel, Album, Platzierungen, Wochen, Auszeichnungen, Anmerkungen) | Höchstplatzierung, Gesamtwochen, AuszeichnungChartplatzierungen (Jahr, Titel, Album, Platzierungen, Wochen, Auszeichnungen, Anmerkungen) | Anmerkungen                        |
| Jahr | Titel Album                             | DE | AT | UK | NL | Anmerkungen                        |
| ---- | --------------------------------------- | --- | --- | --- | --- | ---------------------------------- |
| 1979 | The Worker Word Salad                   | — | — | UK53 (5 Wo.)UK | NL20 (7 Wo.)NL | Erstveröffentlichung: Mai 1979     |
| 1980 | So Long Going Deaf for a Living         | — | — | UK72 (2 Wo.)UK | NL12 (8 Wo.)NL | Erstveröffentlichung: März 1980    |
| 1981 | Marliese Red Skies over Paradise        | DE37 (18 Wo.)DE | — | — | NL31 (5 Wo.)NL | Erstveröffentlichung: Februar 1981 |
| 1987 | The Perfect Day Reveal                  | — | — | UK91 (2 Wo.)UK | — | Erstveröffentlichung: Oktober 1987 |
| 1992 | Will You Be There? Destination Paradise | DE95 (2 Wo.)DE | — | — | — | Erstveröffentlichung: Oktober 1992 |

Weitere Singles
- 1980: Room Service / Limbo
- 1982: One Voice
- 2019: Love Train Drama
- 2020: Choose
- 2021: Same Boat
- 2022: A.I.Owns.U.
- 2024: The Hamburg Beat
- 2025: When Love Goes Wrong